# Theresa Tona
Theresa Tona (Puerto Moresby, 21 de enero de 1991) es una deportista papú que compitió en taekwondo. Ganó una medalla de plata en el Campeonato de Oceanía de Taekwondo de 2012 en la categoría de –49 kg.

## Palmarés internacional
| Campeonato de Oceanía | Campeonato de Oceanía  | Campeonato de Oceanía | Campeonato de Oceanía |
| Año                   | Lugar                  | Medalla               | Categoría             |
| --------------------- | ---------------------- | --------------------- | --------------------- |
| 2012                  | Gold Coast (Australia) | Medalla de plata      | –49 kg                |